# Tan băng Cuba–Hoa Kỳ
Tan băng Cuba (tiếng Anh: Cuban Thaw, tiếng Tây Ban Nha: deshielo Cubano) là sự nồng ấm lên trong quan hệ Cuba – Hoa Kỳ bắt đầu vào tháng 12 năm 2014, kết thúc một giai đoạn 54 năm thù địch giữa hai quốc gia. Vào tháng 3 năm 2016, Barack Obama trở thành Tổng thống Hoa Kỳ đầu tiên đến thăm Cuba kể từ năm 1928.
Ngày 17 tháng 12 năm 2014, Tổng thống Hoa Kỳ Barack Obama và Chủ tịch Cuba Raúl Castro tuyên bố khởi đầu của một quá trình bình thường hóa quan hệ giữa Cuba và Hoa Kỳ. Các thỏa thuận bình thường hóa đã bí mật đàm phán trong tháng trước, tạo điều kiện của Giáo hoàng Phanxicô và phần lớn được tổ chức bởi Chính phủ Canada. Cuộc họp đã được tổ chức tại cả Canada và thành phố Vatican. Thỏa thuận này bao gồm việc dỡ bỏ một số hạn chế đi Mỹ, ít hạn chế hơn về kiều hối, tiếp cận hệ thống ngân hàng Mỹ với hệ thống tài chính của Cuba, và việc mở lại đại sứ quán Mỹ ở thủ đô Havana và Đại sứ quán Cuba tại Washington DC, cả hai đóng cửa 1961 sau sự tan rã của quan hệ ngoại giao do kết quả của liên minh chặt chẽ của Cuba với Liên Xô.
Vào ngày 14 tháng 4 năm 2015, chính quyền Obama thông báo rằng Cuba sẽ được gỡ bỏ khỏi danh sách các quốc gia tài trợ cho khủng bố. Hạ viện và Thượng viện Hoa Kỳ có 45 ngày, kể từ 14 tháng 4 năm 2015 để xem xét và có thể ngăn chặn hành động này, nhưng điều này đã không xảy ra, và vào ngày 29 tháng 5 năm 2015, 45 ngày mất hiệu lực, do đó chính thức loại bỏ Cuba khỏi danh sách các nhà tài trợ chủ nghĩa khủng bố của Hoa Kỳ. Điều này đánh dấu một sự rời xa hơn nữa của Hoa Kỳ từ xung đột chiến tranh Lạnh và căng thẳng của quốc gia này về quan hệ Cuba-Hoa Kỳ. Ngày 20 tháng 7 năm 2015, các "khu vực quyền lợi" Cuba và Mỹ ở Washington và Havana đã được nâng cấp lên thành các đại sứ quán.
Tổng thống Hoa Kỳ Obama đã đến Cuba trong một chuyến thăm kéo dcaif 3 ngày vào ngày 20 tháng 3, 2016, Obama đã dẫn đầu một phái đoàn gồm 800 đến 1200 người bao gồm các nhà kinh doanh và các lãnh đạo nghị viện đã giúp đỡ tiến trình bình thường hóa năm 2014.
Obama là tổng thống Hoa Kỳ đầu tiên thăm Cuba kể từ Calvin Coolidge năm 1928.

## Phản ứng quốc tế
Phản ứng quốc tế phần lớn là rất tích cực.
 Ba Lan Đài phát thanh Ba Lan đã loan tin rằng Bộ Ngoại giao Ba Lan đang khuyến khích Washington tiến xa hơn và dỡ bỏ cấm vận.
 Nga một trong những đồng minh thân cận nhất của Cuba, khuyến khích Washington tiến xa hơn bằng cách bỏ lệnh cấm vận Cuba và loại bỏ khỏi danh sách nhà nước tài trợ khủng bố.
 Trung Quốc cũng là một trong những đồng minh thân cận nhất của Cuba, hoan nghênh việc nối lại quan hệ ngoại giao giữa Cuba và Hoa Kỳ.
 Israel là một trong số ít các nước không ban hành một tuyên bố chào đón sự thay đổi, và Bộ Ngoại giao Israel bị "khó chịu" vì đã bị bất ngờ trước sự thay đổi. Mối quan hệ Israel-Cuba đã bị đóng băng kể từ những năm 1960, và Israel đã là quốc gia duy nhất luôn cùng phe với Hoa Kỳ chống lại các nghị quyết của Liên Hợp quốc chỉ trích lệnh cấm vận.
 Việt Nam Người phát ngôn Bộ ngoại giao Việt Nam tuyên bố "Việt Nam hoan nghênh việc Chủ tịch Cuba Raul Castro và Tổng thống Mỹ Barack Obama tuyên bố sẽ nối lại quan hệ ngoại giao sau 53 năm gián đoạn. Việt Nam tin tưởng các tuyên bố mang tính lịch sử này là bước khởi đầu để tiến tới bình thường hóa quan hệ ngoại giao hoàn toàn giữa 2 nước, đem lại lợi ích chính đáng cho nhân dân Cuba và Mỹ, góp phần cho việc duy trì hòa bình, ổn định và hợp tác trong khu vực và trên thế giới".
Một số nhà lãnh đạo Mỹ Latinh công khai hoan nghênh sự tan băng, với Tổng thống Venezuela Nicolás Maduro ca ngợi hành động bình thường hóa quan hệ của Obama là một "cử chỉ dũng cảm lịch sử và cần thiết", mặc dù là một nước thường của chính sách của Mỹ. Cựu tổng thống thuộc đảng Colombia Ernesto Samper trong vai trò là Chủ tịch UNASUR nói rằng "đây là một tin rất tốt, không chỉ đối với Cuba, mà còn cho toàn bộ khu vực". Juan Carlos Varela, Tổng thống thuộc đảng bảo thủ của Panama cho biết, trong Hội nghị thượng đỉnh lần thứ 7 của Mỹ được tổ chức tại đất nước của mình sau ngày 7 tháng 4 năm 2015, điều này sẽ có thể để "đạt được ước mơ của một khu vực thống nhất".
 Canada Chính phủ Canada, quốc gia đã duy trì các mối quan hệ tích cực hơn với Cuba hơn là Hoa Kỳ đã làm trong và sau chiến tranh lạnh, cũng phản ứng ủng hộ, với Ngoại trưởng John Baird gợi ý cho nhà bình luận The Atlantic Jeffrey Goldberg rằng việc thay đổi chính sách có thể giúp "chuyển đổi" Cuba tốt hơn.